# Правительственный час
Правительственный час — время на заседании парламента, отведённое для ответов членов правительства и других должностных лиц на вопросы депутатов. Одна из форм осуществления парламентского контроля. Проводится регулярно. Периодичность определяется принятым в палате регламентом.

## Описание мероприятия
Министр или иной представитель государственной власти, круг которых определяется законодательством, приглашается на правительственный час, где в устной форме отвечает на задаваемые вопросы. Как правило, вопросы ему направляются заблаговременно, — за несколько дней до планируемого выступления — но депутатам может быть предоставлено право задавать вопросы и без предварительного уведомления, а также уточняющие вопросы по уже направленным. Количество вопросов, время, отводимое на сам вопрос и ответ на него определяется установленными процедурами. Существует возможность письменных ответов на вопросы, если приглашённое лицо не может прибыть в парламент в назначенный срок.
Круг задаваемых вопросов обусловлен, как правило, компетенцией отвечающего, однако могут налагаться и дополнительные ограничения. Так, например, в британском парламенте вопрос не может непосредственно касаться королевской семьи.
Традиция берёт своё начало в вестминстерской системе, однако получила своё развитие далеко за её пределами.

## Россия
В Государственной думе правительственный час проводится 2 раза в месяц по средам, но может быть назначен и внепланово или, напротив, отменён. Процедура определяется регламентом палаты. Заслушивается не более двух лиц, приглашения которым направляются не позднее, чем за пять дней до правительственного часа. Предложения депутатов о приглашении тех или иных лиц и круг вопросов рассматриваются советом Государственной думы. Для ответа отводится 15 минут, после чего задавший вопрос депутат имеет право на один уточняющий вопрос и пятиминутное выступление по существу затронутой проблемы. По устным вопросам прения не проводятся.

## Великобритания
Министры британского правительства отвечают на вопросы обеих палат парламента. Время вопросов (англ. Question time) в палате общин ограничено одним часом каждый день с понедельника по четверг. Ежедневно один из министров в порядке двухнедельной ротации приглашается в палату. Каждую среду на вопросы членов палаты отвечает премьер-министр. Адресованные ему вопросы могут задаваться без предварительного уведомления. Лидер оппозиции имеет право задать шесть вопросов в течение одного заседания. В палате лордов процедура проводится ежедневно. Министры отвечают на вопросы в рамках определённой темы, определённой повесткой дня.

## Остальной мир
В японском парламенте подобная процедура впервые была применена 10 ноября 1999. Первый вопрос, заданный премьер-министру Кэйдзо Обути, звучал как «что вы ели на завтрак?» В Финляндии еженедельный правительственный час транслируется в прямом эфире.